# Unconditional Love (сингл Тупака Шакура)
«Unconditional Love» — другий сингл з компіляції американського репера Тупака Шакура Greatest Hits. Він спочатку написав пісню для MC Hammer (виконавці були друзями), щоб воскресити свій образ після укладання контракту з Death Row. Тупак записав демо, перш ніж дати трек Гаммеру для запису. Версію останнього вперше видали на Family Affair (1998). Гаммер пізніше танцював й читав текст на першій церемонії Vh1 Hip Hop Honors (2004).
За Гаммером: «Я отримав цю пісню як подарунок від покійного Тупака Шакура. Він сказав мені, у ній йдеться про те, що справжня любов — безмежна. Він хотів, щоб я прочитав реп про це, позаяк текст відображав мої погляди. По секрету, він також підтримував це. Детальніше розповім потім. Можливо поговоримо про це. Як ми знаємо, у Біблії сказано, що Божа любов безмежна. Дякую Тупаку за цю прекрасну, духовну пісню».

## Відеокліп
Зйомки відбулись 11-12 січня 1999. Tha Realest грає роль Шакура, який записує трек у студії.

## Список пісень
1. «Unconditional Love» (Clean Version) — 3:58
2. «Unconditional Love» (LP Version) — 3:58